# Cúp EFL 2022-23
Cúp EFL 2022-23 là mùa giải thứ 63 của Cúp EFL (được gọi là Carabao Cup vì lý do tài trợ). Giải đấu dành cho tất cả các câu lạc bộT Premier League và English Football League.
Đội vô địch giải đấu đủ điều kiện tham dự vòng play-off UEFA Europa Conference League 2023-24.
Trận chung kết diễn ra tại Sân vận động Wembley vào ngày 26 tháng 2 năm 2023 giữa Manchester United và Newcastle United, Manchester United giành chiến thắng 2–0 để giành chức vô địch lần thứ sáu.

## Thể thức
Tất cả 92 câu lạc bộ tại Premier League và English Football League đều tham dự Cúp EFL mùa giải. Suất tham dự được phân phối dựa vào 4 giải đấu hàng đầu của Hệ thống giải bóng đá Anh.
|                          | Các CLB tham dự từ vòng này                                                        | Các CLB tham dự từ vòng trước | Số trận          |
| ------------------------ | ---------------------------------------------------------------------------------- | ----------------------------- | ---------------- |
| Vòng 1 (70 CLB)          | - 24 CLB từ EFL League Two - 24 CLB từ EFL League One - 22 CLB từ EFL Championship |                               | 35               |
| Vòng 2 (50 CLB)          | - 2 CLB từ EFL Championship - 13 CLB Premier League (không tham dự cúp châu Âu)    | - 35 đội thắng vòng 1         | 25               |
| Vòng 3 (32 CLB)          | - 7 CLB Premier League (tham dự cúp châu Âu)                                       | - 25 đội thắng vòng 2         | 16               |
| Vòng 4 (16 CLB)          |                                                                                    | - 16 đội thắng vòng 3         | 8                |
| Tứ kết (8 CLB)           |                                                                                    | - 8 đội thắng vòng 4          | 4                |
| Vòng 6:Bán kết (4 CLB)   |                                                                                    | - 4 đội thắng vòng tứ kết     | 4 (Hai lượt đấu) |
| Vòng 7:Chung kết (2 CLB) |                                                                                    | - 2 đội thắng vòng bán kết    | 1                |

## Vòng 1
Có tổng cộng 70 câu lạc bộ thi đấu ở vòng 1: 24 từ League Two (Hạng 4), 24 từ League One (Hạng 3) và 22 từ Championship (Hạng 2). Bốc thăm cho vòng 1 được chia theo vùng địa lý gồm "phía bắc" và "phía nam".

### Khu vực phía Bắc
| 9 tháng 8 năm 2022 | Shrewsbury Town (3)                    | 3–2      | Carlisle United (4)          | Shrewsbury                                                                    |  |
| 19:30 BST          | - Leahy 45+1' - Udoh 75' - Dunkley 86' | Chi tiết | - Edmondson 13' - Dennis 81' | Sân vận động: New Meadow Lượng khán giả: 2,269 Trọng tài: Christopher Pollard |  |

| 9 tháng 8 năm 2022 | Accrington Stanley (3)      | 2–2 (11–12 p) | Tranmere Rovers (4)                | Accrington                                                               |  |
| 19:45 BST | - Adedoyin 37' - Astley 39' | Chi tiết | - Hawkes 62' - Astley 90+3' (l.n.) | Sân vận động: Crown Ground Lượng khán giả: 1,035 Trọng tài: Robert Lewis |  |
| |                             | Loạt sút luân lưu |                                    |                                                                          |  |
| - McConville - Whalley - Pritchard - Astley - Pell - Clark - Woods - Coyle - Sangare - Rodgers - Jensen - McConville - Whalley |                             | - Hemmings - Hawkes - Hughes - Lewis - Robinson - McAlear - Byrne - Dacres-Cogley - Bristow - Mumbongo - Hewelt - Hemmings - Hawkes |                                    |                                                                          |  |

| 9 tháng 8 năm 2022                               | Blackpool (2) | 0–0 (3–4 p)                             | Barrow (4) | Blackpool                                                                  |  |
| 19:45 BST                                        |               | Chi tiết                                |            | Sân vận động: Bloomfield Road Lượng khán giả: 4,972 Trọng tài: Ben Speedie |  |
|                                                  |               | Loạt sút luân lưu                       |            |                                                                            |  |
| - Connolly - Husband - Lubala - Lavery - Fiorini |               | - Rooney - Kay - Waters - Brough - Neal |            |                                                                            |  |

| 9 tháng 8 năm 2022 | Bolton Wanderers (3)                                                       | 5–1      | Salford City (4)    | Horwich                                                                                 |  |
| 19:45 BST          | - Kachunga 31' - Böðvarsson 42' - Sadlier 61' - Bradley 77' - Afolayan 86' | Chi tiết | - Thomas-Asante 23' | Sân vận động: University of Bolton Stadium Lượng khán giả: 6,505 Trọng tài: John Brooks |  |

| 9 tháng 8 năm 2022 | Bradford City (4) | 2–1      | Hull City (2)      | Bradford                                                                        |  |
| 19:45 BST          | - Cook 39', 44'   | Chi tiết | - Lewis 24' (l.n.) | Sân vận động: Valley Parade Lượng khán giả: 5,394 Trọng tài: Seb Stockingbridge |  |

| 9 tháng 8 năm 2022 | Doncaster Rovers (4) | 0–3      | Lincoln City (3)                        | Doncaster                                                                          |  |
| 19:45 BST          |                      | Chi tiết | - Kendall 12' - Bishop 47' - Scully 61' | Sân vận động: Eco-Power Stadium Lượng khán giả: 4,006 Trọng tài: Anthony Backhouse |  |

| 9 tháng 8 năm 2022 | Fleetwood Town (3) | 1–0      | Wigan Athletic (2) | Fleetwood                                                                         |  |
| 19:45 BST          | - G. Garner 24'    | Chi tiết |                    | Sân vận động: Highbury Stadium Lượng khán giả: 1,761 Trọng tài: Michael Salisbury |  |

| 9 tháng 8 năm 2022 | Grimsby Town (4)                                     | 4–0      | Crewe Alexandra (4) | Cleethorpes                                                               |  |
| 19:45 BST          | - Waterfall 13' - Green 34' - Smith 56' - Wearne 86' | Chi tiết |                     | Sân vận động: Blundell Park Lượng khán giả: 2,802 Trọng tài: Adam Herczeg |  |

| 9 tháng 8 năm 2022 | Harrogate Town (4) | 0–1      | Stockport County (4)   | Harrogate                                                                |  |
| 19:45 BST          |                    | Chi tiết | - Jennings 53' (ph.đ.) | Sân vận động: Wetherby Road Lượng khán giả: 1,534 Trọng tài: Thomas Kirk |  |

| 9 tháng 8 năm 2022 | Huddersfield Town (2) | 1–4      | Preston North End (2)                      | Huddersfield                                                                   |  |
| 19:45 BST          | - Rhodes 67'          | Chi tiết | - Parrott 6' - McCann 20', 30' - Potts 51' | Sân vận động: John Smith's Stadium Lượng khán giả: 5,550 Trọng tài: Ross Joyce |  |

| 9 tháng 8 năm 2022 | Mansfield Town (4) | 1–2      | Derby County (3)                     | Mansfield                                                                      |  |
| 19:45 BST          | - Hawkins 56'      | Chi tiết | - Hewitt 30' (l.n.) - Barkhuizen 69' | Sân vận động: One Call Stadium Lượng khán giả: 6,861 Trọng tài: Andrew Kitchen |  |

| 9 tháng 8 năm 2022                             | Morecambe (3) | 0–0 (5–3 p)                           | Stoke City (2) | Morecambe                                                                 |  |
| 19:45 BST                                      |               | Chi tiết                              |                | Sân vận động: Mazuma Stadium Lượng khán giả: 2,806 Trọng tài: Andy Haines |  |
|                                                |               | Loạt sút luân lưu                     |                |                                                                           |  |
| - Connolly - Obika - Watts - Love - McLoughlin |               | - Fox - Smallbone - Clucas - Thompson |                |                                                                           |  |

| 9 tháng 8 năm 2022 | Rochdale (4)                      | 2–0      | Burton Albion (3) | Rochdale                                                                     |  |
| 19:45 BST          | - Ball 86' (ph.đ.) - Rodney 90+4' | Chi tiết |                   | Sân vận động: Spotland Stadium Lượng khán giả: 1,601 Trọng tài: Scott Oldham |  |

| 10 tháng 8 năm 2022 | Blackburn Rovers (2)                                    | 4–0      | Hartlepool United (4) | Blackburn                                                            |  |
| 19:45 BST           | - S. Wharton 32' - Dack 47' - Dolan 51' - Markanday 73' | Chi tiết |                       | Sân vận động: Ewood Park Lượng khán giả: 6,844 Trọng tài: James Bell |  |

| 10 tháng 8 năm 2022 | Middlesbrough (2) | 0–1      | Barnsley (3)   | Middlesbrough                                                              |  |
| 19:45 BST           |                   | Chi tiết | - Benson 90+3' | Sân vận động: Riverside Stadium Lượng khán giả: 9,361 Trọng tài: Ben Toner |  |

| 10 tháng 8 năm 2022 | Port Vale (3) | 1–2      | Rotherham United (2)         | Burslem                                                               |  |
| 19:45 BST           | - Benning 81' | Chi tiết | - Rathbone 8' - Ogbene 45+4' | Sân vận động: Vale Park Lượng khán giả: 3,094 Trọng tài: Bobby Madden |  |

| 10 tháng 8 năm 2022 | Sheffield Wednesday (3)  | 2–0      | Sunderland (2) | Sheffield                                                                      |  |
| 19:45 BST           | - Adeniran 16' - Sow 56' | Chi tiết |                | Sân vận động: Hillsborough Stadium Lượng khán giả: 8,412 Trọng tài: Tom Reeves |  |

| 11 tháng 8 năm 2022 | West Bromwich Albion (2) | 1–0      | Sheffield United (2) | West Bromwich                                                           |  |
| 20:00 BST           | - Grant 73'              | Chi tiết |                      | Sân vận động: The Hawthorns Lượng khán giả: 6,747 Trọng tài: David Webb |  |

### Khu vực phía Nam
| 2 tháng 8 năm 2022 | Cambridge United (3) | 1–0      | Millwall (2) | Cambridge                                                                       |  |
| 19:45 BST          | - O'Neil 59'         | Chi tiết |              | Sân vận động: Abbey Stadium Lượng khán giả: 3,368 Trọng tài: Charles Breakspear |  |

| 9 tháng 8 năm 2022 | AFC Wimbledon (4) | 0–2      | Gillingham (4)              | Merton                                                                 |  |
| 19:45 BST          |                   | Chi tiết | - Mandron 90' - Green 90+2' | Sân vận động: Plough Lane Lượng khán giả: 3,008 Trọng tài: Craig Hicks |  |

| 9 tháng 8 năm 2022 | Cardiff City (2) | 0–3      | Portsmouth (3)                                 | Cardiff                                                                        |  |
| 19:45 BST          |                  | Chi tiết | - Pigott 58' - Curtis 68' (ph.đ.) - Bishop 72' | Sân vận động: Cardiff City Stadium Lượng khán giả: 6,303 Trọng tài: Lee Swabey |  |

| 9 tháng 8 năm 2022                             | Charlton Athletic (3) | 1–1 (5–3 p)                              | Queens Park Rangers (2) | Charlton                                                                 |  |
| 19:45 BST                                      | - Henry 90'           | Chi tiết                                 | - Roberts 80'           | Sân vận động: The Valley Lượng khán giả: 5,629 Trọng tài: Stuart Attwell |  |
|                                                |                       | Loạt sút luân lưu                        |                         |                                                                          |  |
| - Stockley - Kirk - Morgan - Henry - O'Connell |                       | - Johansen - Roberts - Shodipo - Dozzell |                         |                                                                          |  |

| 9 tháng 8 năm 2022 | Cheltenham Town (3) | 0–7      | Exeter City (3)                                                                 | Cheltenham                                                              |  |
| 19:45 BST          |                     | Chi tiết | - Nombe 23', 35' - Collins 26' - Jay 28' - Sparkes 45+1' - Kite 50' - Coley 84' | Sân vận động: Whaddon Road Lượng khán giả: 2,552 Trọng tài: Will Finnie |  |

| 9 tháng 8 năm 2022 | Crawley Town (4) | 1–0      | Bristol Rovers (3) | Crawley                                                                      |  |
| 19:45 BST          | - Nichols 73'    | Chi tiết |                    | Sân vận động: Broadfield Stadium Lượng khán giả: 1,860 Trọng tài: David Rock |  |

| 9 tháng 8 năm 2022 | Forest Green Rovers (3) | 2–0      | Leyton Orient (4) | Nailsworth                                                               |  |
| 19:45 BST          | - Little 17', 50'       | Chi tiết |                   | Sân vận động: The New Lawn Lượng khán giả: 1,055 Trọng tài: James Oldham |  |

| 9 tháng 8 năm 2022 | Ipswich Town (3) | 0–1      | Colchester United (4) | Ipswich                                                                  |  |
| 19:45 BST          |                  | Chi tiết | - Hannant 29'         | Sân vận động: Portman Road Lượng khán giả: 11,654 Trọng tài: Sam Purkiss |  |

| 9 tháng 8 năm 2022 | Luton Town (2)                   | 2–3      | Newport County (4)                    | Luton                                                                      |  |
| 19:45 BST          | - Mendes Gomes 30' - Lockyer 50' | Chi tiết | - Collins 36' - Zimba 52' - Waite 76' | Sân vận động: Kenilworth Road Lượng khán giả: 3,827 Trọng tài: Ollie Yates |  |

| 9 tháng 8 năm 2022 | Milton Keynes Dons (3) | 1–0      | Sutton United (4) | Bletchley                                                                    |  |
| 19:45 BST          | - Grant 41'            | Chi tiết |                   | Sân vận động: Stadium MK Lượng khán giả: 2,263 Trọng tài: Charles Breakspear |  |

| 9 tháng 8 năm 2022 | Northampton Town (4) | 1–2      | Wycombe Wanderers (3)       | Northampton                                                                |  |
| 19:45 BST          | - Appéré 76' (ph.đ.) | Chi tiết | - Jacobson 28' - Mellor 34' | Sân vận động: Sixfields Stadium Lượng khán giả: 2,711 Trọng tài: Tom Nield |  |

| 9 tháng 8 năm 2022                          | Norwich City (2)                | 2–2 (4–2 p)                        | Birmingham City (2)               | Norwich                                                                    |  |
| 19:45 BST                                   | - Sinani 45+1' - Sørensen 45+3' | Chi tiết                           | - Leko 53' - Tomkinson 77' (l.n.) | Sân vận động: Carrow Road Lượng khán giả: 18,971 Trọng tài: Samuel Barrott |  |
|                                             |                                 | Loạt sút luân lưu                  |                                   |                                                                            |  |
| - McLean - Gibbs - Sinani - Núñez - Sargent |                                 | - Cosgrove - Graham - Leko - James |                                   |                                                                            |  |

| 9 tháng 8 năm 2022                                  | Oxford United (3)                 | 2–2 (5–3 p)                          | Swansea City (2)         | Oxford                                                                       |  |
| 19:45 BST                                           | - Rodríguez 72' - Brannagan 90+3' | Chi tiết                             | - Fulton 8' - Cullen 25' | Sân vận động: Kassam Stadium Lượng khán giả: 4,373 Trọng tài: Thomas Bramall |  |
|                                                     |                                   | Loạt sút luân lưu                    |                          |                                                                              |  |
| - Browne - Rodríguez - McGuane - Spasov - Brannagan |                                   | - Cullen - Ntcham - Allen - Sorinola |                          |                                                                              |  |

| 9 tháng 8 năm 2022 | Walsall (4)                         | 2–0      | Swindon Town (4) | Walsall                                                                      |  |
| 19:45 BST          | - Johnson 80' (ph.đ.) - Abraham 81' | Chi tiết |                  | Sân vận động: Bescot Stadium Lượng khán giả: 2,889 Trọng tài: Thomas Parsons |  |

| 9 tháng 8 năm 2022 | Reading (2)         | 1–2      | Stevenage (4)           | Reading                                                                              |  |
| 20:00 BST          | - Ehibhatiomhan 63' | Chi tiết | - Earley 10' - Rose 89' | Sân vận động: Select Car Leasing Stadium Lượng khán giả: 4,230 Trọng tài: Carl Brook |  |

| 10 tháng 8 năm 2022 | Coventry City (2) | 1–4      | Bristol City (2)                                 | Burton upon Trent                                                           |  |
| 19:45 BST           | Allen 62'         | Chi tiết | - Naismith 12' - Conway 18', 30' - Weimann 90+4' | Sân vận động: Pirelli Stadium Lượng khán giả: 2,680 Trọng tài: Peter Wright |  |

| 10 tháng 8 năm 2022 | Plymouth Argyle (3) | 0–2      | Peterborough United (3)        | Plymouth                                                             |  |
| 19:45 BST           |                     | Chi tiết | - Jones 28' - Jo. Taylor 90+3' | Sân vận động: Home Park Lượng khán giả: 6,089 Trọng tài: Allan Young |  |

## Vòng 2
Tổng cộng có 50 câu lạc bộ thi đấu ở vòng hai: 35 đội thắng ở vòng đầu tiên, 2 câu lạc bộ từ Championship (Hạng 2) không tham dự vòng đầu tiên, cộng với 13 câu lạc bộ Premier League không tham dự giải đấu châu Âu. Bốc thăm cho vòng này được chia theo vùng địa lý gồm "phía bắc" và "phía nam".

### Khu vực phía Bắc
| 23 tháng 8 năm 2022 | Sheffield Wednesday (3)                       | 3–0      | Rochdale (4) | Sheffield                                                                     |  |
| 19:30               | - Brown 23' - Dele-Bashiru 36' - Adeniran 44' | Chi tiết |              | Sân vận động: Hillsborough Stadium Lượng khán giả: 9,045 Trọng tài: Ben Toner |  |

| 23 tháng 8 năm 2022 | Shrewsbury Town (3) | 0–1      | Burnley (2)   | Shrewsbury                                                             |  |
| 19:30               |                     | Chi tiết | - Bastien 50' | Sân vận động: New Meadow Lượng khán giả: 3,819 Trọng tài: Bobby Madden |  |

| 23 tháng 8 năm 2022                   | Barrow (4)                 | 2–2 (1–3 p)                        | Lincoln City (3)            | Barrow-in-Furness                                                         |  |
| 19:45                                 | - Moyo 13' - Whitfield 87' | Chi tiết                           | - Scully 8' - Garrick 90+2' | Sân vận động: Holker Street Lượng khán giả: 3,011 Trọng tài: Simon Mather |  |
|                                       |                            | Loạt sút luân lưu                  |                             |                                                                           |  |
| - Whitfield - Gordon - Brough - Gotts |                            | - Scully - Sanders - Oakley-Boothe |                             |                                                                           |  |

| 23 tháng 8 năm 2022 | Bolton Wanderers (3) | 1–4      | Aston Villa (1)                                                | Horwich                                                                                     |  |
| 19:45               | Charles 24'          | Chi tiết | - Douglas Luiz 36' - Ings 63' (ph.đ.) - Digne 66' - Bailey 87' | Sân vận động: University of Bolton Stadium Lượng khán giả: 20,064 Trọng tài: Andrew Kitchen |  |

| 23 tháng 8 năm 2022 | Bradford City (4) | 1–2      | Blackburn Rovers (2)       | Bradford                                                                |  |
| 19:45               | Cook 18'          | Chi tiết | - Dack 31' - Markanday 39' | Sân vận động: Valley Parade Lượng khán giả: 7,821 Trọng tài: Ross Joyce |  |

| 23 tháng 8 năm 2022 | Derby County (3) | 1–0      | West Bromwich Albion (2) | Derby                                                                            |  |
| 19:45               | Sibley 15'       | Chi tiết |                          | Sân vận động: Pride Park Stadium Lượng khán giả: 10,638 Trọng tài: Robert Madley |  |

| 23 tháng 8 năm 2022 | Fleetwood Town (3) | 0–1      | Everton (1) | Fleetwood                                                                  |  |
| 19:45               |                    | Chi tiết | Gray 28'    | Sân vận động: Highbury Stadium Lượng khán giả: 4,267 Trọng tài: Tom Reeves |  |

| 23 tháng 8 năm 2022 | Grimsby Town (4) | 0–3      | Nottingham Forest (1)           | Grimsby                                                                      |  |
| 19:45               |                  | Chi tiết | - Yates 18' - Surridge 35', 77' | Sân vận động: Blundell Park Lượng khán giả: 8,418 Trọng tài: Seb Stockbridge |  |

| 23 tháng 8 năm 2022 | Rotherham United (2) | 0–1      | Morecambe (3) | Rotherham                                                                    |  |
| 19:45               |                      | Chi tiết | Gnahoua 72'   | Sân vận động: New York Stadium Lượng khán giả: 3,808 Trọng tài: Peter Wright |  |

| 23 tháng 8 năm 2022                        | Stockport County (4) | 0–0 (1–3 p)                                             | Leicester City (1) | Edgeley                                                                     |  |
| 19:45                                      |                      | Chi tiết                                                |                    | Sân vận động: Edgeley Park Lượng khán giả: 10,301 Trọng tài: Samuel Barrott |  |
|                                            |                      | Loạt sút luân lưu                                       |                    |                                                                             |  |
| - Sarcevic - Quigley - Croasdale - Wootton |                      | - Tielemans - Maddison - Barnes - Pérez - Dewsbury-Hall |                    |                                                                             |  |

| 23 tháng 8 năm 2022 | Wolverhampton Wanderers (1) | 2–1      | Preston North End (2) | Wolverhampton                                                                   |  |
| 19:45               | - Jiménez 8' - Traoré 29'   | Chi tiết | Woodburn 48'          | Sân vận động: Molineux Stadium Lượng khán giả: 21,946 Trọng tài: Thomas Bramall |  |

| 24 tháng 8 năm 2022 | Leeds United (1)                          | 3–1      | Barnsley (3) | Beeston                                                                 |  |
| 19:45               | - Sinisterra 21' - Klich 32' (ph.đ.), 56' | Chi tiết | Andersen 35' | Sân vận động: Elland Road Lượng khán giả: 35,472 Trọng tài: John Brooks |  |

| 24 tháng 8 năm 2022 | Tranmere Rovers (4) | 1–2      | Newcastle United (1)       | Birkenhead                                                                     |  |
| 19:45               | Nevitt 21'          | Chi tiết | - Lascelles 40' - Wood 52' | Sân vận động: Prenton Park Lượng khán giả: 10,961 Trọng tài: Anthony Backhouse |  |

### Khu vực phía Nam
| 23 tháng 8 năm 2022 | Walsall (4) | 0–1      | Charlton Athletic (3) | Walsall                                                                   |  |
| 19:00               |             | Chi tiết | Jaiyesimi 57'         | Sân vận động: Bescot Stadium Lượng khán giả: 2,954 Trọng tài: Ollie Yates |  |

| 23 tháng 8 năm 2022 | Cambridge United (3) | 0–3      | Southampton (1)                | Cambridge                                                               |  |
| 19:45               |                      | Chi tiết | - Adams 16', 55' - Ballard 88' | Sân vận động: Abbey Stadium Lượng khán giả: 6,733 Trọng tài: David Rock |  |

| 23 tháng 8 năm 2022 | Colchester United (4) | 0–2      | Brentford (1)                       | Colchester                                                                                  |  |
| 19:45               |                       | Chi tiết | - Lewis-Potter 39' - Sørensen 90+1' | Sân vận động: Colchester Community Stadium Lượng khán giả: 5,516 Trọng tài: James Linington |  |

| 23 tháng 8 năm 2022 | Crawley Town (4)             | 2–0      | Fulham (1) | Crawley                                                                      |  |
| 19:45               | - Nichols 16' - Balagizi 49' | Chi tiết |            | Sân vận động: Broadfield Stadium Lượng khán giả: 5,577 Trọng tài: Lee Swabey |  |

| 23 tháng 8 năm 2022                                    | Gillingham (4) | 0–0 (6–5 p)                                        | Exeter City (3) | Gillingham                                                                    |  |
| 19:45                                                  |                | Chi tiết                                           |                 | Sân vận động: Priestfield Stadium Lượng khán giả: 2,127 Trọng tài: Carl Brook |  |
|                                                        |                | Loạt sút luân lưu                                  |                 |                                                                               |  |
| - Lee - Mandron - Wright - Reeves - Adelakun - Tutonda |                | - J. Brown - Cox - Caprice - Collins - Coley - Key |                 |                                                                               |  |

| 23 tháng 8 năm 2022 | Newport County (4)                   | 3–2      | Portsmouth (3)   | Newport                                                                 |  |
| 19:45               | - Evans 14' - Wildig 49' - White 74' | Chi tiết | - Curtis 9', 25' | Sân vận động: Rodney Parade Lượng khán giả: 3,866 Trọng tài: John Busby |  |

| 23 tháng 8 năm 2022               | Norwich City (2)        | 2–2 (3–5 p)                                      | Bournemouth (1)                  | Norwich                                                                       |  |
| 19:45                             | - Hugill 22' - Idah 83' | Chi tiết                                         | - Marcondes 43' - Genesini 90+2' | Sân vận động: Carrow Road Lượng khán giả: 20,647 Trọng tài: Michael Salisbury |  |
|                                   |                         | Loạt sút luân lưu                                |                                  |                                                                               |  |
| - Pukki - Cantwell - Gibbs - Idah |                         | - Marcondes - Cook - Anthony - Saydee - Christie |                                  |                                                                               |  |

| 23 tháng 8 năm 2022 | Oxford United (3) | 0–2      | Crystal Palace (1)                      | Oxford                                                                     |  |
| 19:45               |                   | Chi tiết | - Édouard 71' - Milivojević 90' (ph.đ.) | Sân vận động: Kassam Stadium Lượng khán giả: 9,564 Trọng tài: Peter Bankes |  |

| 23 tháng 8 năm 2022 | Stevenage (4) | 1–0      | Peterborough United (3) | Stevenage                                                                        |  |
| 19:45               | Reid 90+3'    | Chi tiết |                         | Sân vận động: Lamex Stadium Lượng khán giả: 2,292 Trọng tài: Christopher Pollard |  |

| 23 tháng 8 năm 2022 | Watford (2) | 0–2      | Milton Keynes Dons (3)   | Watford                                                                   |  |
| 19:45               |             | Chi tiết | - Dennis 45' - Burns 53' | Sân vận động: Vicarage Road Lượng khán giả: 8,891 Trọng tài: Andy Woolmer |  |

| 24 tháng 8 năm 2022 | Forest Green Rovers (3) | 0–3      | Brighton & Hove Albion (1)                  | Nailsworth                                                               |  |
| 19:45               |                         | Chi tiết | - Undav 38' - Alzate 45+1' - Ferguson 90+4' | Sân vận động: The New Lawn Lượng khán giả: 3,812 Trọng tài: Tim Robinson |  |

| 24 tháng 8 năm 2022 | Wycombe Wanderers (3) | 1–3      | Bristol City (2)                        | High Wycombe                                                          |  |
| 19:45               | Al-Hamadi 50'         | Chi tiết | - Kadji 7' - Wilson 77' - Semenyo 90+3' | Sân vận động: Adams Park Lượng khán giả: 3,116 Trọng tài: Andy Davies |  |

## Vòng 3
Tổng cộng có 32 đội chơi ở vòng thứ ba. Các đội bóng tham dự các giải của UEFA là Arsenal, Chelsea, Liverpool, Manchester City, Manchester United, Tottenham Hotspur và West Ham United tham dự vòng đấu này. Lễ bốc thăm diễn ra vào ngày 24 tháng 8 năm 2022. Vòng 3 bao gồm 19 câu lạc bộ từ Premier League, ba từ Championship, sáu từ League One và bốn từ League Two.
| 8 tháng 11 năm 2022 | Leicester City (1)            | 3–0      | Newport County (4) | Leicester                                                                      |  |
| 19:45               | - Justin 44' - Vardy 70', 82' | Chi tiết |                    | Sân vận động: King Power Stadium Lượng khán giả: 15,081 Trọng tài: Darren Bond |  |

| 8 tháng 11 năm 2022 | Bournemouth (1)                                                                           | 4–1      | Everton (1)                        | Boscombe                                                                  |  |
| 19:45               | - Lowe 7' - Stanislas 47' - Marcondes 78' - Anthony 73', 82' - Pearson 84' - Stephens 85' | Chi tiết | - Gordon 44' - Gray 67' - Mina 84' | Sân vận động: Dean Court Lượng khán giả: 10,021 Trọng tài: Darren England |  |

| 8 tháng 11 năm 2022 | Burnley (2)                                       | 3–1      | Crawley Town (4) | Burnley                                                                 |  |
| 19:45               | - Barnes 24' - Gudmundsson 51' - Zaroury 79', 90' | Chi tiết | - Telford 22'    | Sân vận động: Turf Moor Lượng khán giả: 6,329 Trọng tài: Samuel Barrott |  |

| 8 tháng 11 năm 2022 | Bristol City (2)       | 1–3    | Lincoln City (3)                       | Ashton Gate                                                            |  |
| 19:45               | - Low 34' - Conway 80' | Report | - Virtue 6' - House 15' - O'Connor 49' | Sân vận động: Ashton Gate Lượng khán giả: 7,961 Trọng tài: Sam Allison |  |

| 8 tháng 11 năm 2022                             | Stevenage (4)                              | 1–1 (4–5 p)                                           | Charlton Athletic (3)                                | Stevenage                                                              |  |
| 19:45                                           | - Norris 22' (ph.đ.) - Read 25' - Rose 31' | Chi tiết                                              | - Chin 21' - Aneke 87' - Clare 90+5' - Lavelle 90+6' | Sân vận động: Lamex Stadium Lượng khán giả: 3,515 Trọng tài: Tom Nield |  |
|                                                 |                                            | Loạt sút luân lưu                                     |                                                      |                                                                        |  |
| - Rose - Campbell - Sweeney - Bostwick - Taylor |                                            | - Clare - Forster-Caskey - Rak-Sakyi - Aneke - Fraser |                                                      |                                                                        |  |

| 8 tháng 11 năm 2022 | Milton Keynes Dons (3)               | 2–0      | Morecambe (3)            | Bletchley                                                           |  |
| 19:45               | - O'Hora 18' - Eisa 22' - Dennis 51' | Chi tiết | - Watts 35' - Gibson 83' | Sân vận động: Stadium MK Lượng khán giả: 1,674 Trọng tài: Ben Toner |  |

| 8 tháng 11 năm 2022                                       | Brentford (1) | 1–1 (5–6 p)                                                     | Gillingham (4)               | Brentford                                                                                |  |
| 20:00                                                     | - Toney 3'    | Chi tiết                                                        | - Jefferies 5' - Mandron 75' | Sân vận động: Brentford Community Stadium Lượng khán giả: 16,278 Trọng tài: Tim Robinson |  |
|                                                           |               | Loạt sút luân lưu                                               |                              |                                                                                          |  |
| - Toney - Ghoddos - Dasilva - Mbeumo - Jensen - Damsgaard |               | - Mandron - Adelakun - Wright - Alexander - Kashket - MacDonald |                              |                                                                                          |  |

| 9 tháng 11 năm 2022                                                                                 | West Ham United (1)         | 2–2 (9–10 p)                                                                                       | Blackburn Rovers (2)                                | Stratford                                                                     |  |
| 19:45                                                                                               | - Fornals 38' - Antonio 78' | Chi tiết                                                                                           | - Vale 6' - Carter 9' - Szmodics 76' - Brereton 88' | Sân vận động: London Stadium Lượng khán giả: 40,534 Trọng tài: Thomas Bramall |  |
| |                             | Loạt sút luân lưu                                                                                  |                                                     |                                                                               |  |
| - Benrahma - Bowen - Scamacca - Antonio - Lanzini - Johnson - Cresswell - Downes - Aguerd - Ogbonna |                             | - Brereton - Hyam - Dolan - Buckley - Szmodics - Edun - Rankin-Costello - Carter - Hirst - Garrett |                                                     |                                                                               |  |

| 9 tháng 11 năm 2022 | Nottingham Forest (1)                           | 2–0    | Tottenham Hotspur (1)                                        | West Bridgford                                                           |  |
| 19:45               | - Lodi 50' - Lingard 57', 64' - Mangala 68' 75' | Report | - Bissouma 67' - Kulusevski 87' - Bentancur 88' - Dier 90+4' | Sân vận động: City Ground Lượng khán giả: 28,384 Trọng tài: Peter Bankes |  |

| 9 tháng 11 năm 2022                                      | Newcastle United (1) | 0–0 (3–2 p)                                      | Crystal Palace (1)               | Newcastle upon Tyne                                                         |  |
| 19:45                                                    | - Anderson 39'       | Chi tiết                                         | - Milivojević 42' - Hughes 90+2' | Sân vận động: St James' Park Lượng khán giả: 51,660 Trọng tài: Graham Scott |  |
|                                                          |                      | Loạt sút luân lưu                                |                                  |                                                                             |  |
| - Wood - Trippier - Joelinton - Botman - Bruno Guimarães |                      | - Milivojević - Hughes - Ward - Mateta - Ebiowei |                                  |                                                                             |  |

| 9 tháng 11 năm 2022                                                            | Southampton (1)                           | 1–1 (6–5 p)                                           | Sheffield Wednesday (3)      | Southampton                                                                   |  |
| 19:45                                                                          | - Ward-Prowse 45+2' (ph.đ.) - Perraud 83' | Chi tiết                                              | - Windass 24' - Paterson 27' | Sân vận động: St Mary's Stadium Lượng khán giả: 20,457 Trọng tài: John Brooks |  |
|                                                                                |                                           | Loạt sút luân lưu                                     |                              |                                                                               |  |
| - Ward-Prowse - Elyounoussi - Diallo - Maitland-Niles - A. Armstrong - Walcott |                                           | - Smith - Bannan - Johnson - Vaulks - Gregory - Iorfa |                              |                                                                               |  |

| 9 tháng 11 năm 2022 | Arsenal (1)                           | 1–3      | Brighton & Hove Albion (1)                                                    | Holloway                                                                        |  |
| 19:45               | - Nketiah 20' - Elneny 25' - Hein 26' | Chi tiết | - Caicedo 8' - Welbeck 27' (ph.đ.) - Sarmiento 43' - Mitoma 58' - Lamptey 71' | Sân vận động: Emirates Stadium Lượng khán giả: 59,233 Trọng tài: Jarred Gillett |  |

| 9 tháng 11 năm 2022 | Wolverhampton Wanderers (1) | 1–0      | Leeds United (1) | Wolverhampton                                                           |  |
| 19:45               | - B. Traoré 85'             | Chi tiết |                  | Sân vận động: Molineux Lượng khán giả: 24,246 Trọng tài: Andre Marriner |  |

| 9 tháng 11 năm 2022                                         | Liverpool (1) | 0–0 (3–2 p)                                          | Derby County (3) | Liverpool                                                               |  |
| 20:00                                                       |               | Chi tiết                                             |                  | Sân vận động: Anfield Lượng khán giả: 52,608 Trọng tài: Tony Harrington |  |
|                                                             |               | Loạt sút luân lưu                                    |                  |                                                                         |  |
| - Bajcetic - Oxlade-Chamberlain - Firmino - Núñez - Elliott |               | - McGoldrick - Hourihane - Forsyth - Sibley - Dobbin |                  |                                                                         |  |

| 9 tháng 11 năm 2022 | Manchester City (1)                       | 2–0      | Chelsea (1)                                      | Manchester                                                                              |  |
| 20:00               | - Mahrez 53' - Álvarez 58' - Grealish 89' | Chi tiết | - Koulibaly 18' - Chalobah 52' - Azpilicueta 89' | Sân vận động: City of Manchester Stadium Lượng khán giả: 52,148 Trọng tài: Simon Hooper |  |

| 10 tháng 11 năm 2022 | Manchester United (1)                                                                  | 4–2      | Aston Villa (1)                                                        | Trafford                                                                 |  |
| 20:00                | - McTominay 40', 90+1' - Maguire 43' - Martial 49' - Fernandes 52', 78' - Rashford 67' | Chi tiết | - Watkins 48' - Luiz 52' - Young 54' - Dalot 61' (l.n.) - Bailey 90+3' | Sân vận động: Old Trafford Lượng khán giả: 72,512 Trọng tài: David Coote |  |

## Vòng 4
Tổng cộng có 16 đội chơi ở vòng thứ tư. Đại diện League Two là Gillingham đội có thứ hạng thấp nhất trong lễ bốc thăm, được thực hiện vào ngày 10 tháng 11 năm 2022.
| 20 tháng 12 năm 2022 | Milton Keynes Dons (3) | 0–3      | Leicester City (1)                      | Bletchley                                                                 |  |
| 19:45                |                        | Chi tiết | - Tielemans 18' - Pérez 29' - Vardy 50' | Sân vận động: Stadium MK Lượng khán giả: 15,495 Trọng tài: Andre Marriner |  |

| 20 tháng 12 năm 2022 | Wolverhampton Wanderers (1)             | 2–0      | Gillingham (4) | Wolverhampton                                                              |  |
| 19:45                | - Jiménez 77' (ph.đ.) - Aït-Nouri 90+1' | Chi tiết |                | Sân vận động: Molineux Lượng khán giả: 26,943 Trọng tài: Michael Salisbury |  |

| 20 tháng 12 năm 2022 | Southampton (1)  | 2–1      | Lincoln City (3)                    | Southampton                                                                      |  |
| 19:45                | - Adams 25', 74' | Chi tiết | - Bazunu 2' (l.n.) - O'Connor 90+3' | Sân vận động: St Mary's Stadium Lượng khán giả: 17,385 Trọng tài: Jarred Gillett |  |

| 20 tháng 12 năm 2022 | Newcastle United (1)              | 1–0      | Bournemouth (1) | Newcastle upon Tyne                                                        |  |
| 19:45                | - Smith 67' (l.n.) - Trippier 69' | Chi tiết | - Cook 47'      | Sân vận động: St James' Park Lượng khán giả: 51,579 Trọng tài: John Brooks |  |

| 21 tháng 12 năm 2022 | Blackburn Rovers (2)  | 1–4      | Nottingham Forest (1)                                                                | Blackburn                                                               |  |
| 19:45                | - S. Wharton 44', 52' | Chi tiết | - Johnson 13' (ph.đ.), 90+2' - Lingard 53' - Worrall 55' - Awoniyi 79' - Colback 84' | Sân vận động: Ewood Park Lượng khán giả: 15,138 Trọng tài: Robert Jones |  |

| 21 tháng 12 năm 2022                                                                     | Charlton Athletic (3) | 0–0 (4–3 p)                                                     | Brighton & Hove Albion (1) | Charlton                                                                  |  |
| 19:45                                                                                    | - Leaburn 34'         | Chi tiết                                                        |                            | Sân vận động: The Valley Lượng khán giả: 17,464 Trọng tài: Thomas Bramall |  |
|                                                                                          |                       | Loạt sút luân lưu                                               |                            |                                                                           |  |
| - Stockley - Forster-Caskey - Dobson - Rak-Sakyi - Blackett-Taylor - Sessegnon - Lavelle |                       | - Groß - Trossard - Ferguson - Dunk - March - Lamptey - Caicedo |                            |                                                                           |  |

| 21 tháng 12 năm 2022 | Manchester United (1)                                     | 2–0      | Burnley (2)  | Trafford                                                                  |  |
| 20:00                | - Eriksen 27' - Rashford 57' - Antony 80' - Fernandes 89' | Chi tiết | - Cullen 48' | Sân vận động: Old Trafford Lượng khán giả: 62,062 Trọng tài: Graham Scott |  |

| 22 tháng 12 năm 2022 | Manchester City (1)                              | 3–2      | Liverpool (1)                                                       | Manchester                                                                             |  |
| 20:00                | - Haaland 10' - Mahrez 47' - Aké 58' - Rodri 79' | Chi tiết | - Carvalho 20' - Bajcetic 35' - Salah 48' - Fabinho 79' - Keita 83' | Sân vận động: City of Manchester Stadium Lượng khán giả: 47,149 Trọng tài: David Coote |  |

## Vòng tứ kết
Tổng cộng có tám đội chơi trong vòng tứ kết. Đại diện League One là Charlton Athletic đội có thứ hạng thấp nhất trong lễ bốc thăm và là đội duy nhất không thuộc Premier League còn lại.
| 10 tháng 1 năm 2023 | Manchester United (1)              | 3–0      | Charlton Athletic (3) | Trafford                                                                    |  |
| 20:00 GMT           | - Antony 21' - Rashford 90', 90+4' | Chi tiết |                       | Sân vận động: Old Trafford Lượng khán giả: 74,345 Trọng tài: Jarred Gillett |  |

| 10 tháng 1 năm 2023 | Newcastle United (1)       | 2–0      | Leicester City (1) | Newcastle upon Tyne                                                           |  |
| 20:00 GMT           | - Burn 60' - Joelinton 72' | Chi tiết |                    | Sân vận động: St James' Park Lượng khán giả: 52,009 Trọng tài: Darren England |  |

| 11 tháng 1 năm 2023                                    | Nottingham Forest (1) | 1–1 (4–3 p)                               | Wolverhampton Wanderers (1) | West Bridgford                                                           |  |
| 19:45 GMT                                              | - Boly 18'            | Chi tiết                                  | - Jiménez 64'               | Sân vận động: City Ground Lượng khán giả: 28,656 Trọng tài: Graham Scott |  |
|                                                        |                       | Loạt sút luân lưu                         |                             |                                                                          |  |
| - Surridge - Freuler - Worrall - Gibbs-White - Colback |                       | - Neves - Podence - Nunes - Cunha - Hodge |                             |                                                                          |  |

| 11 tháng 1 năm 2023 | Southampton (1)          | 2–0      | Manchester City (1) | Southampton                                                                    |  |
| 20:00 GMT           | - Mara 23' - Djenepo 28' | Chi tiết |                     | Sân vận động: St Mary's Stadium Lượng khán giả: 22,996 Trọng tài: Peter Bankes |  |

## Vòng bán kết
Tổng cộng có bốn đội, tất cả đều đến từ Premier League thi đấu ở vòng này.

### Tóm tắt
| Đội 1             | TTS | Đội 2             | Lượt đi | Lượt về |
| ----------------- | --- | ----------------- | ------- | ------- |
| Nottingham Forest | 0–5 | Manchester United | 0–3     | 0–2     |
| Southampton       | 1–3 | Newcastle United  | 0–1     | 1–2     |

| Nottingham Forest (1) | 0–3      | Manchester United (1)                        |
| --------------------- | -------- | -------------------------------------------- |
|                       | Chi tiết | - Rashford 6' - Weghorst 45' - Fernandes 89' |

| Manchester United (1)    | 2–0      | Nottingham Forest (1) |
| ------------------------ | -------- | --------------------- |
| - Martial 73' - Fred 76' | Chi tiết |                       |

Manchester United thắng chung cuộc 5–0.
| Southampton (1) | 0–1      | Newcastle United (1) |
| --------------- | -------- | -------------------- |
|                 | Chi tiết | - Joelinton 73'      |

| Newcastle United (1) | 2–1      | Southampton (1) |
| -------------------- | -------- | --------------- |
| - Longstaff 5', 21'  | Chi tiết | - Adams 29'     |

Newcastle United thắng chung cuộc 3-1.

## Trận chung kết
| Manchester United             | 2–0      | Newcastle United |
| ----------------------------- | -------- | ---------------- |
| - Casemiro 33' - Rashford 39' | Chi tiết |                  |

## Tốp ghi bàn
| Xếp hạng | Cầu thủ         | Câu lạc bộ              | Số bàn thắng |
| -------- | --------------- | ----------------------- | ------------ |
| 1        | Marcus Rashford | Manchester United       | 6            |
| 2        | Ché Adams       | Southampton             | 5            |
| 3        | Tommy Conway    | Bristol City            | 3            |
| 3        | Andy Cook       | Bradford City           | 3            |
| 3        | Ronan Curtis    | Portsmouth              | 3            |
| 3        | Raúl Jiménez    | Wolverhampton Wanderers | 3            |
| 3        | Jamie Vardy     | Leicester City          | 3            |